# 温僖貴妃
温僖貴妃（おんききひ、? - 1694年）は、清の康熙帝の側室。満洲鑲黄旗の出身。姓はニオフル（鈕祜禄）氏（Niohuru hala）。

## 経歴
孝昭仁皇后の同母妹。康熙初年の4人の輔政大臣の一人で太祖ヌルハチの外孫でもあるエビルンの娘。母は側妾のシュシュギョロ（舒舒覚羅）氏（Šušu gioro hala）。
康熙20年12月（西暦で1682年）、貴妃に封ぜられた。康熙22年（1683年）、皇十子の胤䄉（後の敦親王）を産んだ。その後、女子を1人産んだが夭逝した。康熙33年（1694年）11月3日、亡くなった。「温僖」と諡され、景陵の妃園寝に葬られた。
中国のテレビ局遼寧衛視の2016年1月15日の報道によると、2015年10月31日に温僖貴妃の墓が盗掘された。

## 子女
- 胤䄉（敦親王）
- 皇十一女（1685年 - 1686年）

## 伝記資料
- 『清聖祖実録』
- 『清史稿』